# Torre Blanca (Súria)
Torre Blanca és una masia de Súria (Bages) protegida com a Bé Cultural d'Interès Local.

## Descripció
Conjunt de construccions situades al costat nord de la carretera de Balsareny, BP-4313. L'edificació principal, destinada a habitatge, presenta una planta rectangular amb tres cossos diferenciats segons la seva coberta: els dos extrems són de major altura i amb coberta a doble vessant; i el cos central, amb coberta plana. Els vans són rematats per arcs de mig punt o escarsers. A la façana s'hi identifica la llegenda “ANY 1948 PG” realitzada amb rajoles. Al costat de la casa principal hi ha una segona edificació amb tres pisos, a la planta baixa de la qual hi havia les cavallerisses de la casa. Tot el conjunt està organitzat com si es tractés d'un conjunt urbanitzat amb la retolació dels carrers a tot el voltant, amb rajoles de ceràmica que porten els noms següents: "Plaça dels Ametllers", "Carrer del Gall", "Carrer dels Arcs" i "Carrer de la Serp".